# Because (The Dave Clark Five)
Because is een nummer van de Britse popgroep The Dave Clark Five. Het was in 1964 een hit in de Verenigde Staten en Canada. In 1985 had Julian Lennon met hetzelfde nummer succes in België.

## Geschiedenis
Because is geschreven door Dave Clark. Het nummer werd in 1964 opgenomen door zijn groep The Dave Clark Five en verscheen in mei van dat jaar eerst in het Verenigd Koninkrijk als B-kant van de single Can't You See That She's Mine. In de Verenigde Staten kwam Can't You See That She's Mine in juni 1964 ook als single uit, maar nu met No Time to Lose op de achterkant. Twee maanden later kwam Because in de VS als single uit. Clark moest daarvoor enige weerstand van zijn Amerikaanse platenmaatschappij Epic Records overwinnen, want Because was niet, zoals zijn voorgangers, een wild nummer met een prominente plaats voor Dave Clarks drums en Denis Paytons saxofoon, maar een rustige ballad, waarin de ik-figuur vertelt dat hij gelukkig is als hij maar in de buurt van zijn geliefde mag zijn. De saxofoon wordt in dit nummer niet gebruikt, wel zong Payton op de achtergrond mee. Epic vond het verschil met de vorige platen wel erg groot en had twijfels over de verkoopbaarheid. Ten onrechte, want de plaat haalde de derde plaats in zowel de Billboard Hot 100 als de Canadese hitlijst RPM Top Singles.

## Coverversies
The Supremes namen het nummer op voor hun lp A Bit of Liverpool uit 1964, waarop elf nummers staan die bekend waren geworden door groepen uit de ‘Britse invasie’. Naast Because staat er nog een nummer van The Dave Clark Five op: Bits and Pieces.
Julian Lennon nam het nummer op voor de soundtrack van de musical Time, die was geschreven door Dave Clark en in 1986 in première ging. In het jaar daarvoor, 1985, kwam Lennons versie uit als single. In het Verenigd Koninkrijk bereikte de plaat de 40e plaats in de UK Singles Chart. In België haalde de plaat de achtste plaats in de Vlaamse Radio 2 Top 30.